# Etmopterus baxteri
Etmopterus baxteri is een vissensoort uit de familie van de Etmopteridae (Etmopteridae). De wetenschappelijke naam van de soort is voor het eerst geldig gepubliceerd in 1957 door Garrick.